# 双尾蝎无人机
双尾蝎无人机（TB-001）是由四川腾盾科技有限公司研制的一款大型双发、模块化、多用途、中空长航时固定翼无人机。双尾蝎机长10米、机高3.3米、翼展20米，最大飞行高度8000米、最大起飞重量2.8吨、任务载荷能力近1吨，航程6000公里、航时35小时，机体采用上单翼、双尾撑、双发翼吊设计布局，是中国首款双发中大型高端无人机系统。2017年12月26日“双尾蝎”无人机完成中国首次大型无人机应急物资快速投递演示验证飞行。2023年6月27日，中国媒体公开双尾蝎无人机实弹打击画面，证实双尾蝎无人机具备军事打击能力。

## 衍生机型

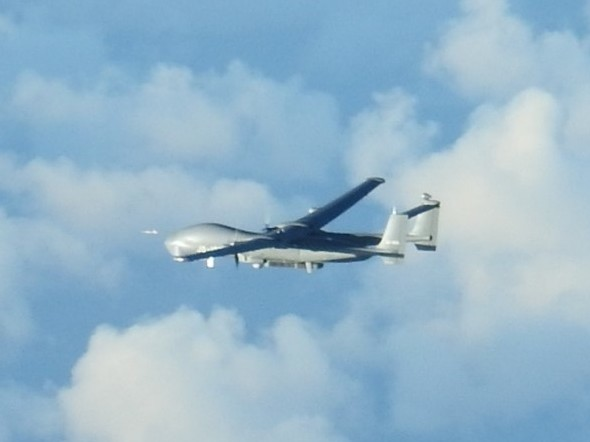
TB-001在东海上空飞行

### 双尾蝎A（TB-A）
双尾蝎A（TB-A）是双尾蝎（TB-001）的动力加强款，由TB-001的双发动机改为三发动机布局。

### 双尾蝎D (TB-D)
双尾蝎D是双尾蝎无人机的货运机型，采用四发动机设计，同时也是全球首款“四发”大型无人机。双尾蝎D机长10.5米，翼展达到20米。能装载1.5吨的货物，最大航程更是达到了6000公里。